# Lutzomyia baityi
Lutzomyia baityi är en tvåvingeart som först beskrevs av Damasceno R. G., Causey O. R., Arouck R. 1945.  Lutzomyia baityi ingår i släktet Lutzomyia och familjen fjärilsmyggor. Inga underarter finns listade i Catalogue of Life.